# David Carney
David Raymond Carney (Sídney, 30 de noviembre de 1983) es un exfutbolista y entrenador de fútbol australiano que jugaba como volante. Desde 2023 es el entrenador del Wollongong Wolves de Australia.

## Trayectoria
Carney comenzó su carrera futbolística a los dieciséis años cuando se mudó a Inglaterra y fichó con el Everton. Pese a impresionar en varios torneos juveniles con el club, David Moyes dejó ir al australiano en 2003. Luego de pasar por el Halifax Town, Oldham Athletic y el Hamilton Academical en el transcurso del año y medio siguiente decidió regresar a Australia y fichar con el Sydney FC.
Con Sidney FC, Carney jugó el Campeonato Mundial de Clubes en Japón durante su primera temporada con el club en 2005, anotando uno de los goles de su equipo ante el Al-Ahly y asegurando así el quinto lugar en la competición. Sus buenas actuaciones en la temporada 2005-06 atrajeron la atención de varios clubes de Europa.

## Clubes
| Club                       | País           | Año       |
| -------------------------- | -------------- | --------- |
| Everton                    | Inglaterra     | 2002-2003 |
| Oldham Athletic            | Inglaterra     | 2003-2004 |
| Halifax Town               | Inglaterra     | 2004      |
| Hamilton Academical        | Escocia        | 2004-2005 |
| Sydney F.C.                | Australia      | 2005-2007 |
| Sheffield United           | Inglaterra     | 2007-2009 |
| Norwich City (a préstamo)  | Inglaterra     | 2009      |
| FC Twente                  | Países Bajos   | 2009-2010 |
| Blackpool                  | Inglaterra     | 2010-2011 |
| AD Alcorcón                | España         | 2011-2012 |
| FC Bunyodkor               | Uzbekistán     | 2012      |
| New York Red Bulls         | Estados Unidos | 2013      |
| Newcastle United Jets F.C. | Australia      | 2014-2016 |
| Sydney F.C.                | Australia      | 2016-2018 |

## Selección nacional
Carney debutó con la selección australiana en un amistoso ante Baréin en febrero de 2006, ingresando en el segundo tiempo. En 2008 decidió participar de los Juegos Olímpicos con Australia, poniendo en duda su futuro con su club en ese entonces, el Sheffield United.
En 2010 fue miembro de la selección australiana que participó en la Copa Mundial de Fútbol en Sudáfrica, jugando en el partido en que empataron 1-1 ante Ghana y en la victoria 2-1 sobre Serbia.